# New Milford (Connecticut)
New Milford – miasto w Stanach Zjednoczonych, w stanie Connecticut, w hrabstwie Litchfield.

## Osoby związane z miejscowością
- Burrill Bernard Crohn – amerykański gastroenterolog, mieszkał w New Milford i umarł w miejscowym szpitalu[2]